# Corn (anatomie)

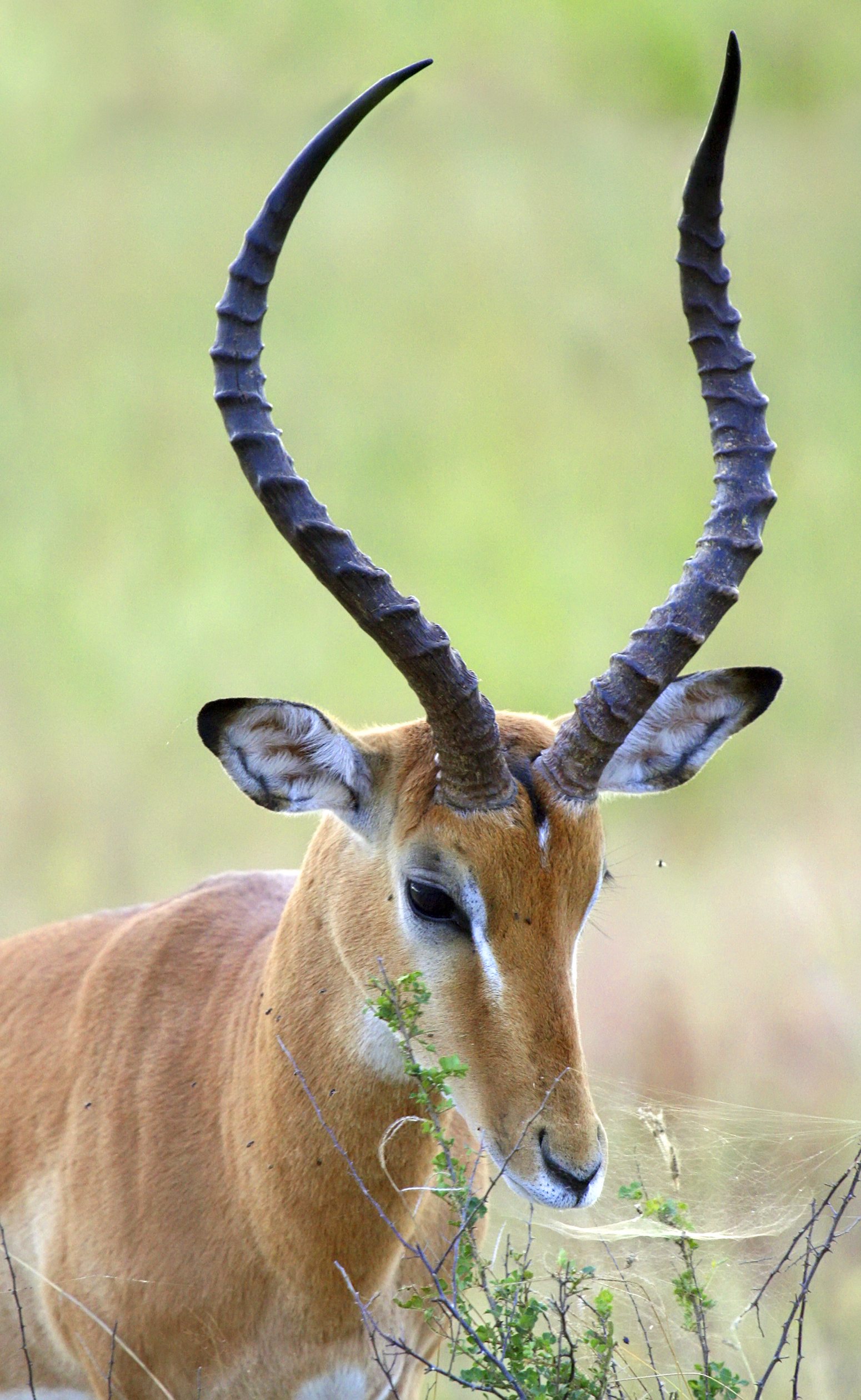
Pereche de coarne ale unui mascul impala.

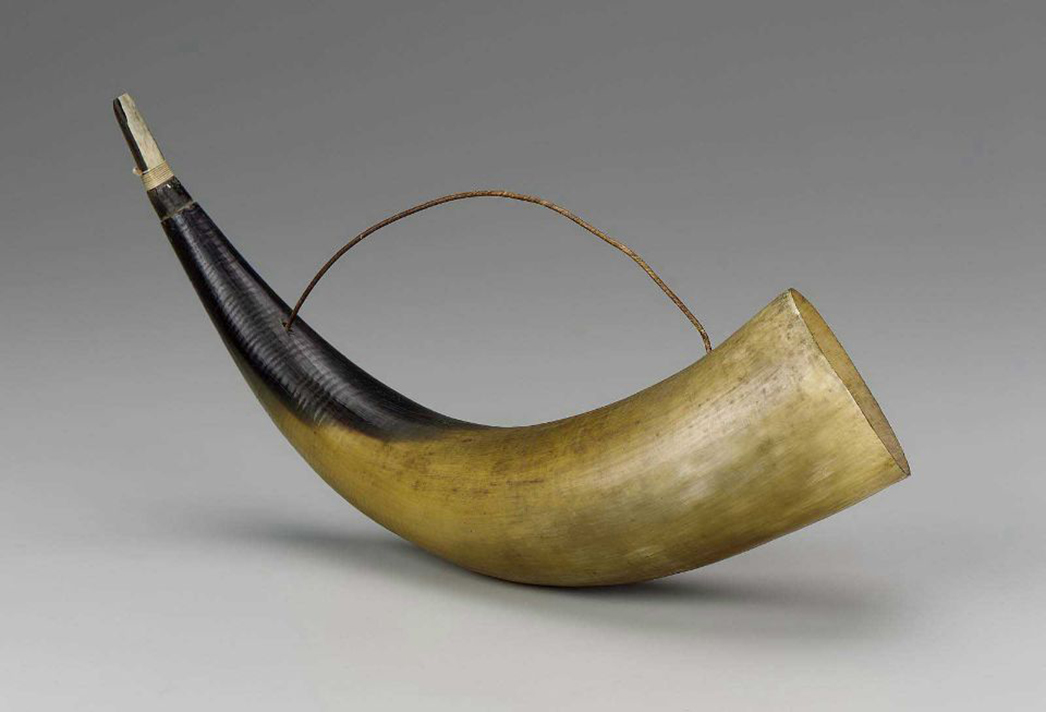
Instrument muzical.

Un Corn este una dintre cele două excrescențe de pe osul frontal al rumegătoarelor.
Rolul acestora este de apărare în fața animalelor de pradă.